# Epithalamium aziola
Epithalamium aziola är en insektsart som beskrevs av George Willis Kirkaldy 1906. Epithalamium aziola ingår i släktet Epithalamium och familjen Ricaniidae. Inga underarter finns listade i Catalogue of Life.